# ثلاثي هالو الميثان
مركبات ثلاثي هالو الميثان في الكيمياء هي مجموعة من المركبات الكيميائية المشتقة من الميثان (CH4) حيث تحل ثلاث ذرات من هالوجين (غالباً من نفس العنصر) مكان ثلاث ذرات هيدروجين، بحيث يمكن أن تكون لها الصيغة العامة CHX3، وتعرف تلك المركبات حينها أيضاً بالاسم الشائع هالوفورم.
يسهل تحضير مركبات ثلاثي هالو الميثان وذلك وفق تفاعل هالوفورم.

## المركبات
تشمل مركبات ثلاثي هالو الميثان المتجانسة (مركبات الهالوفورم) الأعضاء التالية:
| الصيغة البنيوية  |           |           |           |          |
| الاسم            | فلوروفورم | كلوروفورم | بروموفورم | يودوفورم |
| نقطة الانصهار    | −155.2 °س | −63 °س    | 9.2 °س    | 119 °س   |
| نقطة الغليان     | −82.2 °س  | 61 °س     | 149.5 °س  | 218 °س   |
| نموذج ملء الفراغ |           |           |           |          |

## الاستخدامات
يمكن أن تستخدم مركبات الهالوفورم في المختبرات الكيميائية ضمن المذيبات والكواشف الكيميائية.